# Qiyan

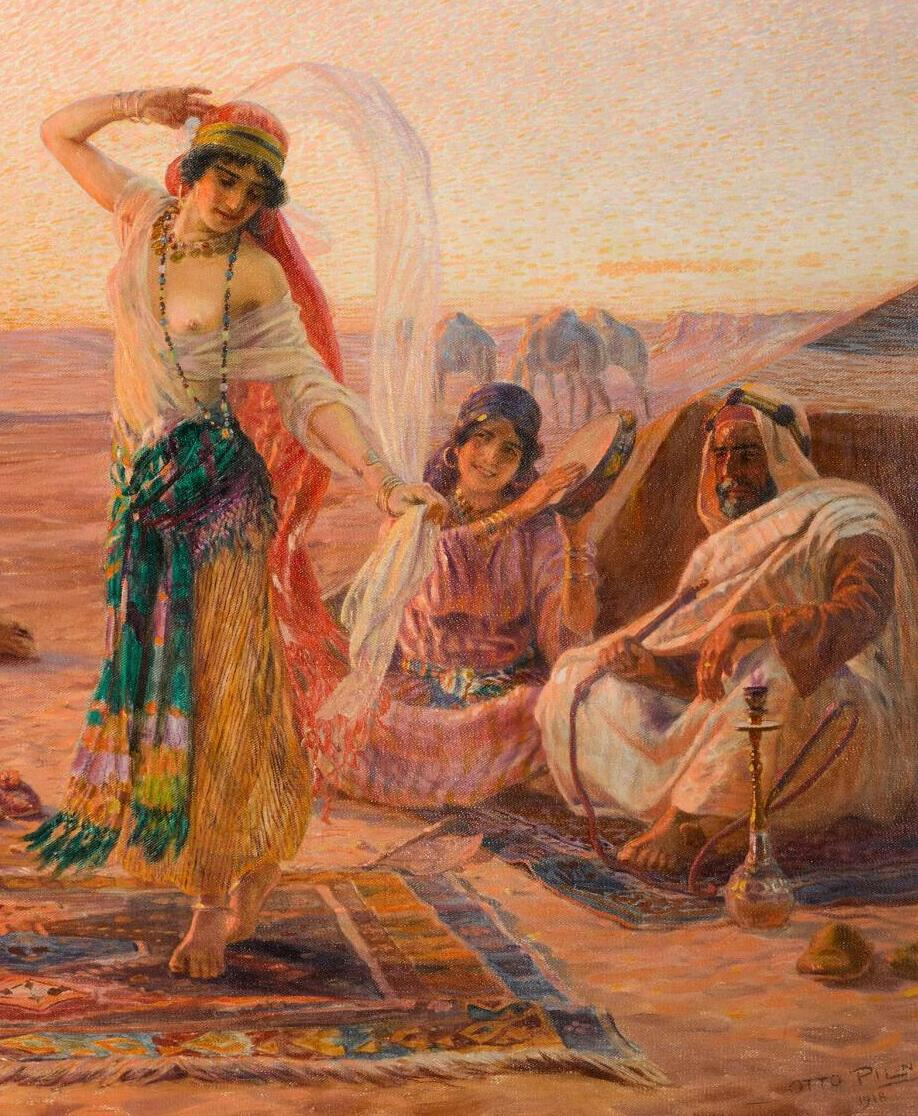
Detalle de la pintura "Dance in the Desert" de Otto Pilny

Qiyān (árabe: قِيان, IPA /qi'jæːn/; singular qayna, árabe: قَينة, IPA /'qæjnah/) eran una clase social de mujeres mayoritariamente esclavas, formadas como animadoras para fiestas y reuniones, que existió en el mundo islámico premoderno. Se ha sugerido que «las geishas de Japón son quizás la forma más comparable con la qayna en cuanto a compañerismo y entretenimiento femenino socialmente institucionalizado para los clientes masculinos, aunque, por supuesto, las diferencias también son innumerables».

## Terminología
Qiyān a menudo se traduce al español como 'jóvenes cantantes' o 'esclavas cantoras', pero estas traducciones no reflejan el hecho de que la qiyān podía ser de cualquier edad y eran artistas hábiles cuya formación se extendía mucho más allá del canto, incluyendo, por ejemplo, el baile, componer música y verso, recitar anécdotas históricas o literarias (akhbar), caligrafía o títeres de sombras. A veces en inglés se prefiere la traducción cortesana.
En la terminología árabe clásica, qiyān era un subconjunto de jawāri ('esclavas', جَوار; s. Jāriya, جارِية), y a menudo más específicamente un subconjunto de imā’('esclavas', اِماء; s. Ama, اَمة). Por lo tanto, a veces se hace referencia a Qiyān como imā’ shawā‘ir ('poetas esclavas', اِماء شَوَاعِر) o como mughanniyāt ('cantantes', مُغَنِّيات; s. Mughanniyyah, مغنية).
El término se origina como una forma femenina del qayn preislámico (قين), cuyo significado era 'herrero, artesano'. El significado de qayn se extendió para incluir a los trabajadores manuales en general, y luego se centró más específicamente en las personas a quienes se les pagaba por su trabajo, y luego, más específicamente, nuevamente en «cualquier persona involucrada en una actuación artística por recompensa». A partir de aquí, su forma femenina pasó a tener el sentido comentado en este artículo.

## Características e historia
Como otros esclavos en el mundo islámico, la qiyān estaba legalmente disponible sexualmente para sus dueños. A menudo se las asociaba en la literatura con el libertinaje, y la sexualidad era una parte importante de su atractivo, pero no parece que fueran concubinas o prostitutas.
Sin embargo, también había qiyans comunes que actuaban para el público en casas particulares, y estas casas en algunos casos eran a menudo burdeles.
No está claro qué tan temprano surgió la labor de qiyān, pero la qiyān ciertamente floreció durante el período abasí; según Matthew S. Gordon, «aún no está claro hasta qué punto estas cortesanas animaron las cortes regionales y hogares de la élite en otros puntos de la historia islámica». Se informa que Ibrahim Al-Mausili (742-804) afirmó que su padre, Gorka, fue el primero en entrenar a niñas hermosas y de piel clara como qiyān, aumentando su precio, mientras que anteriormente las qiyān se habían extraído de entre las niñas consideradas menos hermosas y con piel más oscura, aunque no es seguro que estas afirmaciones fueran exactas. Un fenómeno social que puede ser visto como sucesor del qiyan es el egipcio de la Almeh, cortesanas o animadoras femeninas en el Egipto árabe y otomano, educadas para cantar y recitar poesía clásica y para hablar con ingenio.
Debido a su prominencia social, la qiyān comprende una de las secciones más ricamente registradas de la sociedad femenina islámica premoderna, particularmente las esclavas, lo que las hace importantes para la historia de la esclavitud en el mundo musulmán. Además, una proporción significativa de las poetas árabes medievales cuyo trabajo sobrevive en la actualidad eran qiyān. Para algunas qiyān, es posible dar una biografía bastante completa. Las fuentes medievales más importantes sobre qiyān incluyen un tratado de Al-Jahiz (776-868/869), el Kitab al-Muwashsha (El Libro con Brocado) de al-Washsha y anécdotas incluidas en fuentes como Kitab al-Aghani (Libro de Canciones) y al-Ima al-shawa'ir (Las Poetas Esclavas) de al-Isbahani (897–967 d. C.), Nisa al-khulafa (Las Consortes de los Califas) de Ibn al-Sa'i, y al-Mustazraf min akhbar al-jawari (Anécdotas Escogidas de los Relatos de las Concubinas) de al-Suyuti (c. 1445-1505). Muchas de estas fuentes relatan las réplicas de qiyān prominentes, aunque hay indicios de que sus dueños usaban a las qiyān en hogares menos ricos para atraer regalos. En el período abasí, las qiyān a menudo se educaban en las ciudades de Basora, Taif y Medina.

## Al-Ándalus
Parece que durante el primer siglo de la cultura árabe en Al-Ándalus, las qiyān fueron llevadas al oeste después de haber sido formadas en Medina o Bagdad, o fueron formadas por artistas del este. Pero desde el siglo XI, con el colapso del Califato de Córdoba, las qiyān tendían a formarse en Córdoba en lugar de importarse después de la formación. Aunque todavía existían cantantes femeninas, ya no se encontrarán esclavas educadas en al-Ándalus desde el siglo XIV.

## Famosasqiyān
- 'Inān (fallecida en عِنان,  841)
- Arib al-Ma'muniyya (797-عَرِيب ا-890)
- Shāriyah (شارِية, c. 815-870)
- Faḍl al-Shāʻirah (فضل الشاعرة, fallecida en 871)